# Иващенко, Иван Самойлович
Ива́н Само́йлович Ива́щенко (1851 — 29 января 1924) — государственный и общественный деятель России.
Образование получил на юридическом факультете университета святого Владимира. Был членом совета Государственного банка и управлял Санкт-Петербургской ссудной казной, получившей при нём значительное развитие; председательствовал в комиссии (бывшей делегации) по ревизии местных учреждений Государственного банка.
В течение многих лет был гласным Санкт-Петербургского уездного земского собрания; позже состоял городским и губернским земским гласным и председателем думской ревизионной комиссии.
Под его редакцией опубликованы: «Ежегодник русских кредитных учреждений», 1877—1881, 4 вып. (СПб., 1880—1886), и «Отчёт Государственного банка по выкупной операции с открытия выкупа по 1 января 1892 г.» (СПб., 1893); кроме того, им напечатана статья «Ответы на „вопросы“ об операциях государственного банка» («Вестник Европы», 1874, № 1).
Депутат 2-й Государственной думы от Минской губернии. Член «Союза 17 октября».